# Tomas Tobé
Tomas Gunnar Tobé (ur. 16 lutego 1978 w Gävle) – szwedzki polityk, parlamentarzysta krajowy, w latach 2015–2017 sekretarz Umiarkowanej Partii Koalicyjnej, poseł do Parlamentu Europejskiego IX i X kadencji.

## Życiorys
Kształcił się w zakresie mediów i komunikacji w Högskolan i Gävle, po czym w latach 1999–2000 pracował w dziale informacji jednego z przedsiębiorstw. Od 1998 do 2000 działał w samorządzie swojej rodzinnej miejscowości. W latach 2000–2002 był sekretarzem generalnym MUF, organizacji młodzieżowej Umiarkowanej Partii Koalicyjnej. Zajmował się następnie prowadzeniem własnej działalności gospodarczej.
W 2006 po raz pierwszy uzyskał mandat posła do Riksdagu, z powodzeniem ubiegał się o reelekcję w wyborach w 2010, 2014 i 2018. Był wiceprzewodniczącym frakcji deputowanych swojego ugrupowania, w latach 2015–2017 pełnił funkcję sekretarza Umiarkowanej Partii Koalicyjnej. W wyborach w 2019 jako lider listy wyborczej partii został wybrany na deputowanego do Parlamentu Europejskiego IX kadencji. Z powodzeniem ubiegał się o poselską reelekcję w 2024.

## Życie prywatne
Jest gejem. Jego mężem został Markus Tobé; w 2013 para została rodzicami bliźniąt urodzonych przez matkę zastępczą.